# Very Bad Trip (série de films)
Pour les articles homonymes, voir Bad trip (homonymie).
 Pour plus de détails, voir Fiche technique et Distribution
Very Bad Trip (The Hangover), ou Lendemain de veille au Québec et au Nouveau-Brunswick, est une série de films américains réalisés par Todd Phillips, qui débute en 2009 et se termine en 2013.

## Films
- Very Bad Trip réalisé par Todd Phillips, sortie en France le 24 juin 2009.
- Very Bad Trip 2 réalisé par Todd Phillips, sortie en France le 25 mai 2011.
- Very Bad Trip 3 réalisé par Todd Phillips, sortie en France le 29 mai 2013.

## Synopsis

### Very Bad Trip

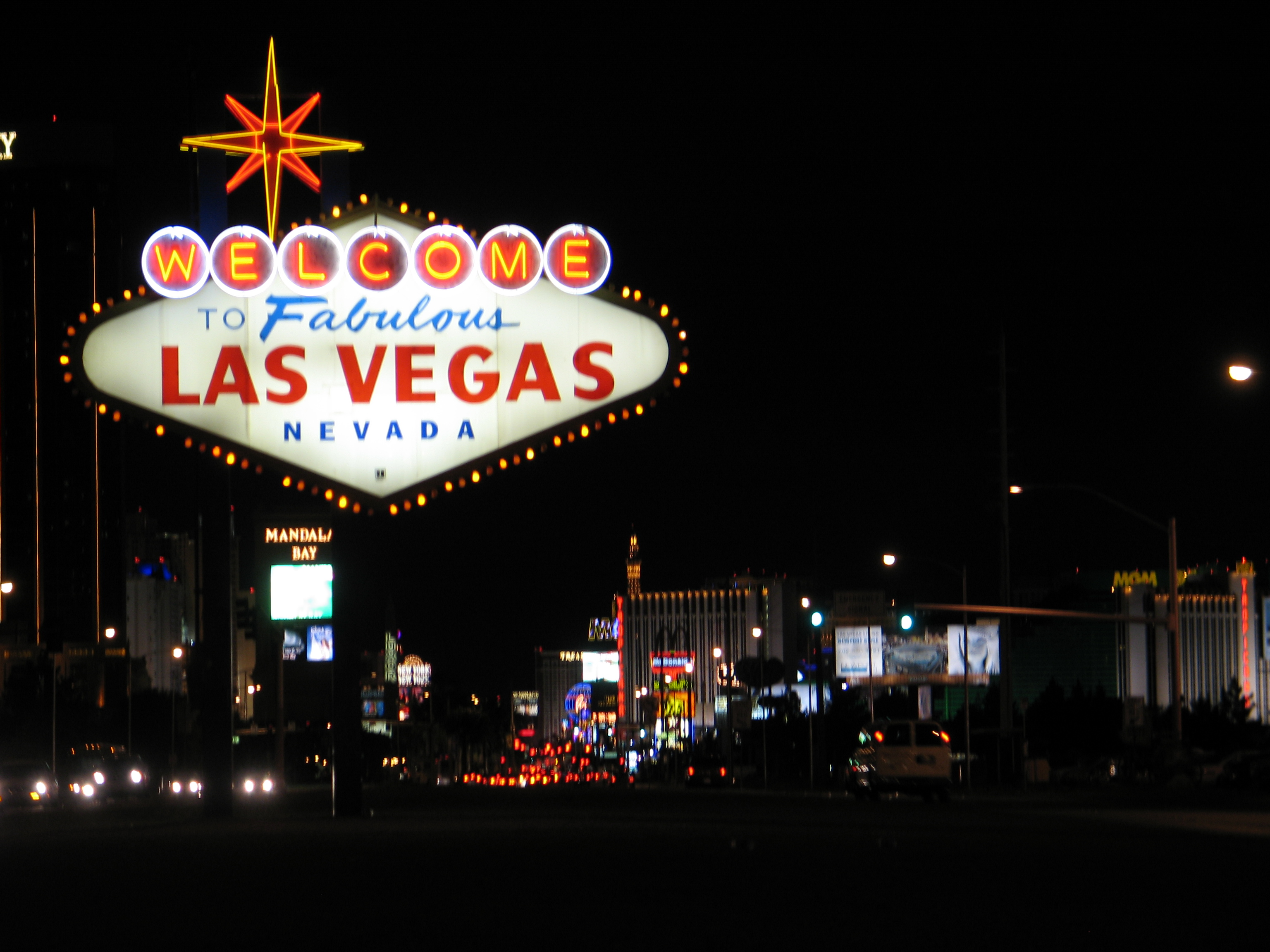
Las Vegas, ville où se passe l'intrigue du 1er film

Doug (Justin Bartha) s'apprête à se marier avec Tracy (Sasha Barrese), alors ses amis Phil (Bradley Cooper), un professeur qui en a assez de la vie de marié à Stephanie (jouée par Gillian Vigman), Stu (Ed Helms), dentiste qui s'apprête à faire sa demande à Melissa, sa stricte et sévère copine depuis trois ans (Rachael Harris) et le futur beau-frère de Doug, Alan (Zach Galifianakis), gars intelligent mais asocial, décident de l'emmener à Las Vegas pour enterrer sa vie de garçon. Melissa vérifiant toujours où il est et ce qu'il fait, ils doivent mentir sur leur destination.
Arrivés à Las Vegas, s'ensuit une nuit où l'alcool coule à flots. Le lendemain matin, les trois amis se réveillent avec une grosse gueule de bois et ne se rappellent plus ce qu'il s'est passé la nuit précédente. Ils réalisent que Doug a disparu, que leur chambre d'hôtel est sens dessus dessous, que Stu a perdu une dent, qu'il y a un tigre dans la salle de bains et un bébé dans le placard. Tous trois essayent alors de se remémorer les événements de la veille...

### Very Bad Trip 2

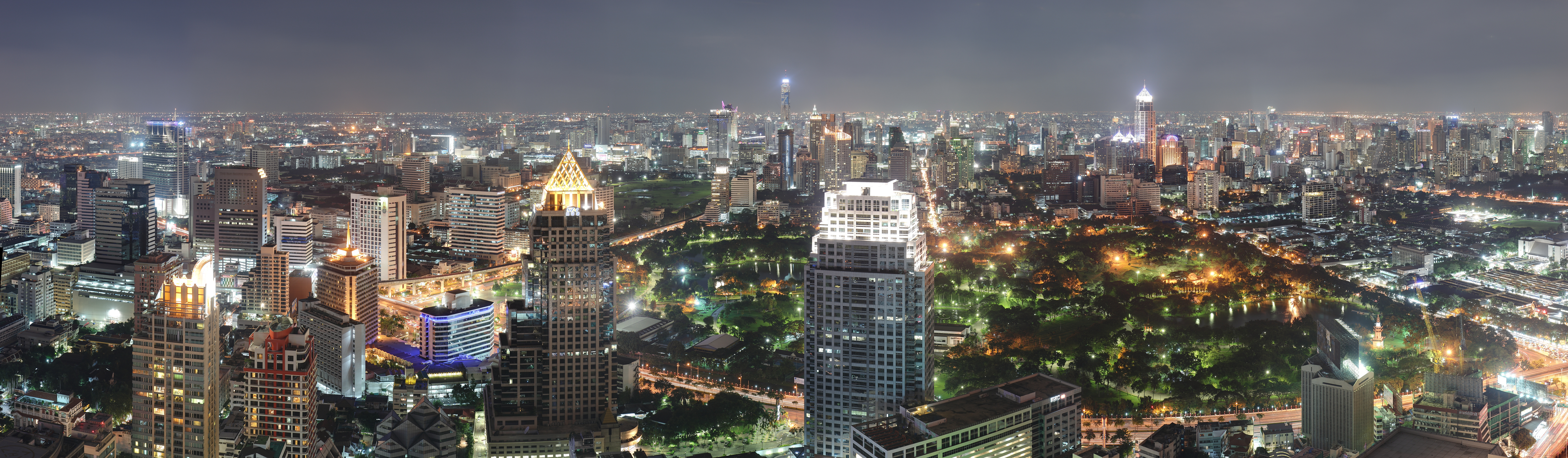
Bangkok ville où se passe l'intrigue du deuxième film.

Depuis leur dernier périple, Doug et Tracy attendent leur premier enfant, Phil et Stephanie ont eu un bébé (une fille), et Alan vit toujours chez ses parents. Quant à Stu, il s'apprête à épouser Lauren (Jamie Chung), en Thaïlande.
Se rappelant leur dernier enterrement de vie de garçon, Stu décide de seulement boire une bière la veille de son mariage.
Pourtant les trois amis se réveillent dans un appartement miteux de Bangkok, avec une plus grosse gueule de bois qu'à Las Vegas, et ne se rappellent plus de rien. Alan a le crâne rasé, Stu a le même tatouage que Mike Tyson sur le visage et un singe découvre M. Chow (Ken Jeong) dans leur chambre. Doug a une nouvelle fois disparu, mais c'est parce qu'il est resté à l'hôtel. Il leur apprend que Teddy, le frère cadet de Lauren, était avec eux. Tous les trois essayent, en plus de se remémorer des événements de la veille, de retrouver Teddy au plus vite. Car lorsque Bangkok prend quelqu’un, elle ne le rend jamais.

### Very Bad Trip 3
Alan, ne prenant plus son traitement, est poussé par sa famille et ses amis à entrer dans un centre spécialisé. Phil, Doug et Stu l'y emmènent en voiture. Mais en route, un certain Marshall (John Goodman) leur apprend que Chow lui a volé 21 millions de dollars en lingots d'or. Justement, Chow s'est évadé de sa prison de Bangkok. S'ensuit alors un périple où la meute devra ramener Chow et les lingots s'ils veulent que Doug leur soit remis vivant par Marshall.

## Fiche technique
| Équipe          | Very Bad Trip (2009) | Very Bad Trip 2 (2011)       | Very Bad Trip 3 (2013)       |
| --------------- | -------------------- | ---------------------------- | ---------------------------- |
| Titre original  | The Hangover         | The Hangover Part II         | The Hangover Part III        |
| Titre Québécois | Lendemain de veille  | Lendemain de veille 2        | Lendemain de veille 3        |
| Réalisateur     | Todd Phillips        | Todd Phillips                | Todd Phillips                |
| Scénaristes     | Scott Moore          | Todd Phillips et Craig Mazin | Todd Phillips et Craig Mazin |
| Scénaristes     | Jon Lucas            | Scot Armstrong               |                              |
| Producteurs     | Todd Phillips        | Todd Phillips                | Todd Phillips                |
| Producteurs     | Daniel Goldberg      |                              |                              |
| Montage         | Debra Neil-Fisher    | Debra Neil-Fisher            | Debra Neil-Fisher            |
| Montage         |                      | Michael L. Sale              | Jeff Groth                   |
| Photographie    | Lawrence Sher        | Lawrence Sher                | Lawrence Sher                |
| Musique         | Christophe Beck      | Christophe Beck              | Christophe Beck              |
| Sortie          | 5 juin 2009          | 26 mai 2011                  | 24 mai 2013                  |
| Sortie          | 24 juin 2009         | 25 mai 2011                  | 29 mai 2013                  |
| Durée           | 100 minutes          | 102 minutes                  | 100 minutes                  |
| Budget          | 35 000 000 $         | 80 000 000 $                 | 103 000 000 $                |
| Box office      | 467 483 912 $        | 581 464 305 $                | 351 000 072 $                |
| Genre           | Comédie              | Comédie                      | Comédie                      |
| Distributeur    | Warner Bros.         | Warner Bros.                 | Warner Bros.                 |

## Distribution
| Rôle                  | Films                                    | Films                  | Films                  | Liens entre les personnages                                                                                       |
| Rôle                  | Very Bad Trip (2009)                     | Very Bad Trip 2 (2011) | Very Bad Trip 3 (2013) | Liens entre les personnages                                                                                       |
| --------------------- | ---------------------------------------- | ---------------------- | ---------------------- | --- |
| Phil Wenneck          | Bradley Cooper                           | Bradley Cooper         | Bradley Cooper         | Mari de Stéphanie et père d'Eli et d'une petite fille                                                             |
| Stu Price             | Ed Helms                                 | Ed Helms               | Ed Helms               | Ex de Melissa, depuis marié à Lauren                                                                              |
| Alan Garner           | Zach Galifianakis                        | Zach Galifianakis      | Zach Galifianakis      | Frère de Tracy, et donc beau-frère de Doug                                                                        |
| Doug Billings         | Justin Bartha                            | Justin Bartha          | Justin Bartha          | Mari de Tracy, et donc beau-frère d'Alan                                                                          |
| Jade                  | Heather Graham                           |                        | Heather Graham         | Strip-teaseuse ayant épousé Stu à Las Vegas                                                                       |
| Tracy Garner-Billings | Sasha Barrese                            | Sasha Barrese          | Sasha Barrese          | Sœur d'Alan et femme de Doug                                                                                      |
| Sid Garner            | Jeffrey Tambor                           | Jeffrey Tambor         | Jeffrey Tambor         | Père d'Alan et Tracy                                                                                              |
| Leslie Chow           | Ken Jeong                                | Ken Jeong              | Ken Jeong              | Mafieux chinois, ami d'Alan                                                                                       |
| Steewie               |                                          | Crystal                |                        | Singe de Chow qui est récupéré par Phil, Alan et Stu et qui est volé par des mafieux russes et récupéré par Chow. |
| Melissa               | Rachael Harris                           |                        |                        | Ex fiancée de Stu                                                                                                 |
| Lui-même              | Mike Tyson                               | Mike Tyson             |                        | Se fait voler son tigre par la "meute", et guest au mariage de Stu et Lauren                                      |
| Doug                  | Mike Epps                                |                        | Mike Epps              | Dealeur ami d'Alan                                                                                                |
| Linda Garner          | Sondra Currie                            | Sondra Currie          | Sondra Currie          | Mère d'Alan et Tracy                                                                                              |
| Tyler alias Carlos    | Grant Holmquist ainsi que 7 autres bébés |                        | Grant Holmquist        | Fils de Jade |
| Stephanie Wenneck     | Gillian Vigman                           | Gillian Vigman         | Gillian Vigman         | Femme de Phil, et mère de ses enfants                                                                             |
| Eli Wenneck           | Andrew Astor                             |                        |                        | Fils aîné de Phil et Stephanie                                                                                    |
| Fille Wenneck         |                                          | inconnue               |                        | Fille de Phil et Stephanie                                                                                        |
| Lauren Price          |                                          | Jamie Chung            | Jamie Chung            | Femme de Stu |
| Kingsley              |                                          | Paul Giamatti          |                        | Policier d'Interpol se faisant passer pour un mafieux                                                             |
| Teddy                 |                                          | Mason Lee              |                        | frère cadet de Lauren                                                                                             |
| Kimmy                 |                                          | Yasmin Lee             |                        | Transsexuelle thaïlandaise, qui sodomise Stu à Bangkok                                                            |
| Marshall              |                                          |                        | John Goodman           | Gangster qui s'est fait voler par Chow                                                                            |
| Cassie                |                                          |                        | Melissa McCarthy       | Femme d'Alan qu'il rencontre à Las Vegas                                                                          |

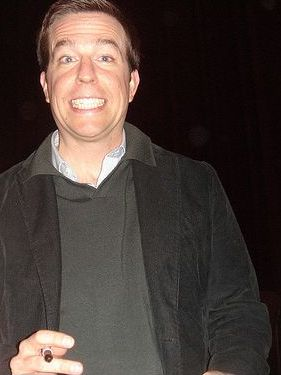
Ed Helms alias Stu
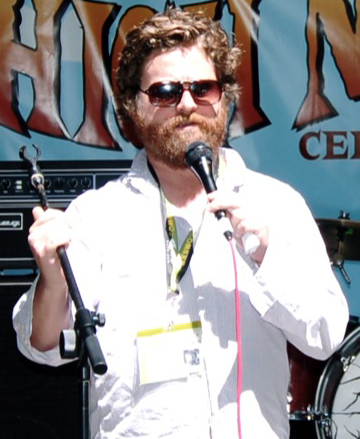
Zach Galifianakis alias Alan
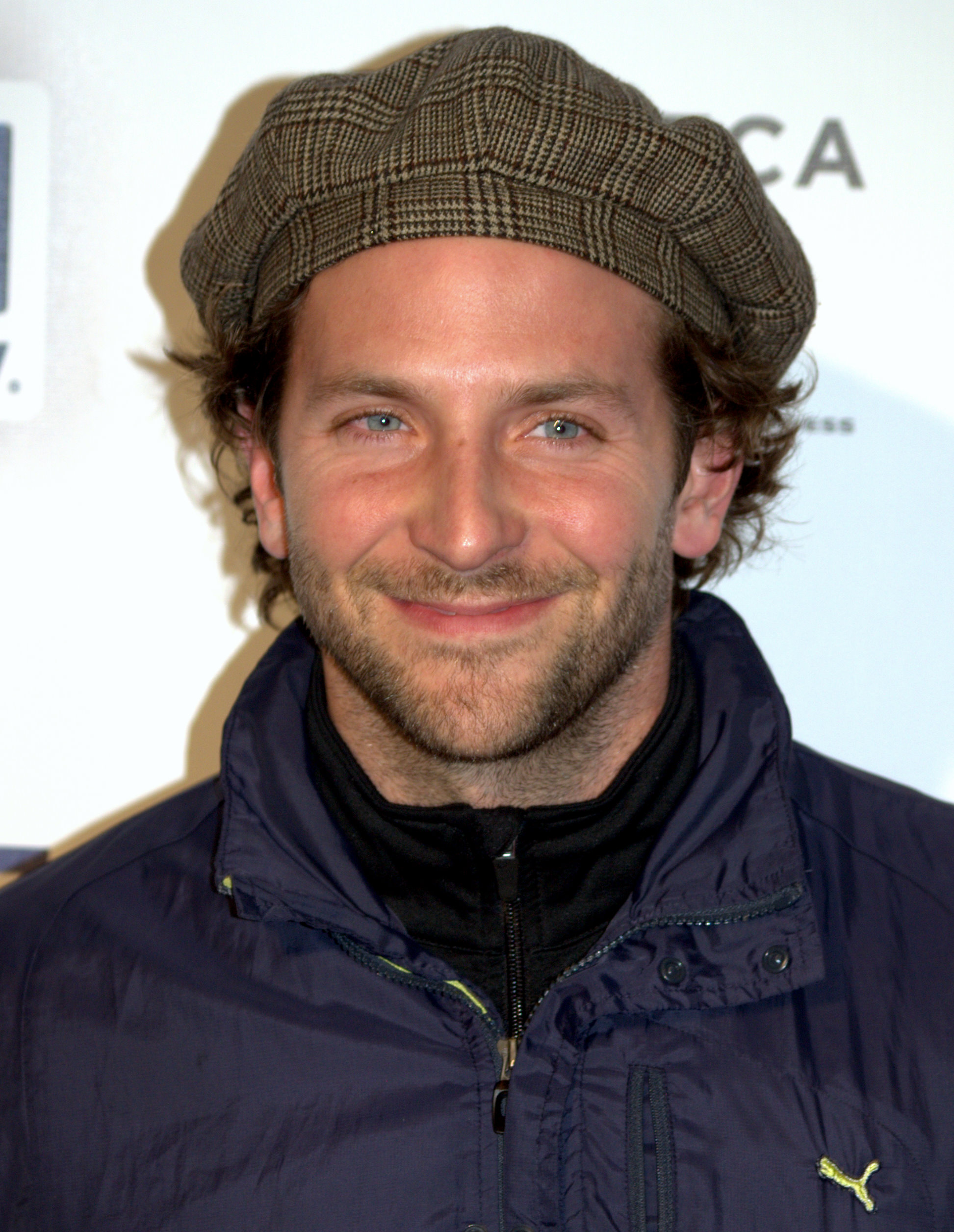
Bradley Cooper alias Phil
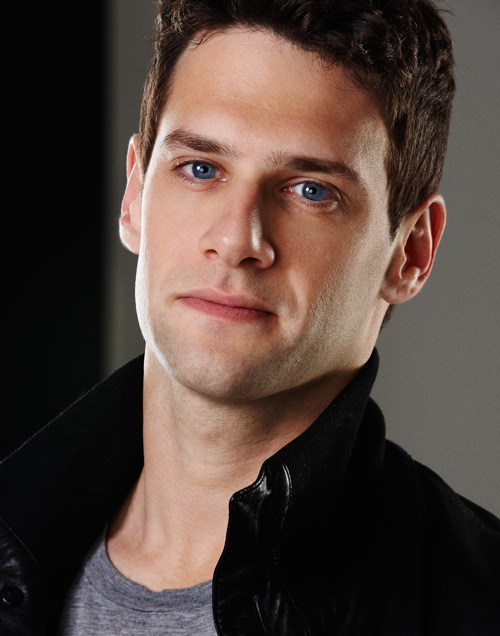
Justin Bartha alias Doug
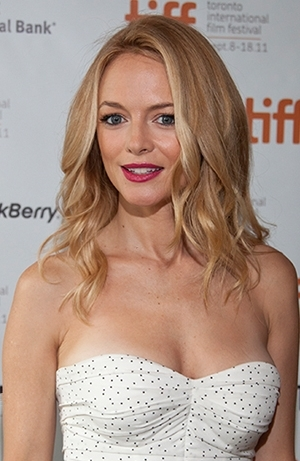
Heather Graham alias Jade
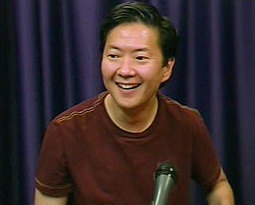
Ken Jeong alias Chow

## Autour des films
- Heather Graham reprendra son rôle pour le dernier film[2], tout comme Mike Epps.
- L'ancien boxeur Mike Tyson fait un caméo dans les deux premiers opus.